# شراق (بعدان)

تعديل مصدري - تعديل

شراق محلة تابعة لقرية ذي الضرب، التابعة لعزلة الحرث بمديرية بعدان إحدى مديريات محافظة إب في الجمهورية اليمنية، بلغ تعداد سكانها 71 حسب تعداد اليمن لعام 2004.